# آثار تاریخی روستای بی منجگان
آثار تاریخی روستای بی منجگان مربوط به دوره صفوی است و در شهرستان کهگیلویه، روستای بی منجگان واقع شده و این اثر در تاریخ ۹ اردیبهشت ۱۳۸۲ با شمارهٔ ثبت ۸۴۱۰ به‌عنوان یکی از آثار ملی ایران به ثبت رسیده است.